# María Rosa Martínez
María Rosa Martínez (Rojas, 29 de septiembre de 1955) es una sindicalista y política argentina de Kolina, que se desempeñó como diputada nacional por la provincia de Buenos Aires desde 2019 hasta 2023. Actualmente es senadora provincial de la provincia de Buenos Aires.

## Biografía
Nació en 1955 en Rojas, localidad del norte de la provincia de Buenos Aires. Martínez cuenta con un título de técnico en comunicación. Se volvió políticamente activa en la Juventud Peronista Universitaria (el ala estudiantil del Partido Justicialista) en su juventud; su activismo la llevó a su arresto durante la última dictadura militar.
Está políticamente alineada con la Corriente Federal de Trabajadores (CFT), una confederación de sindicatos, y con Kolina, un partido kirchnerista dirigido por Alicia Kirchner. En 2008, fue nombrada directora de Derechos Sociales en el Ministerio de Desarrollo Social de la Nación, entonces bajo Alicia Kirchner. Entre 2010 y 2013 fue subsecretaria de Derechos Humanos e Igualdad de Oportunidades del partido de Almirante Brown, en la intendencia de Daniel Bolettieri. También se desempeñó como directora de Organismos Administrativos y directora de Políticas de Género en el Ministerio de Desarrollo Social y como asesora de Alicia Kirchner.
En 2015, fue elegida al Concejo Deliberante del partido de Almirante Brown por el Frente para la Victoria.
En las elecciones legislativas de 2019, fue la candidata número 18 de la lista de diputados nacionales del Frente de Todos en la provincia de Buenos Aires. La lista obtuvo el 51,64% de los votos, suficiente para que Martínez fuera elegido.
Es vicepresidenta segunda de la comisión de Derechos Humanos y Garantías e integra como vocal las comisiones de Acción Social y Salud Pública; Asuntos Cooperativos, Mutuales y de Organizaciones no Gubernamentales; de Comunicación e Informática; de Cultura; de Legislación del Trabajo; de Mujeres y Diversidad; y de Recursos Naturales y Conservación del Ambiente Humano. Fue partidaria del proyecto de ley de interrupción voluntaria del embarazo de 2020, que legalizó el aborto en Argentina. También fue partidaria y patrocinadora de la ley de cupo laboral travesti-trans.
Fue electa Senadora de la Provincia de Buenos Aires en las Elecciones provinciales de Buenos Aires de 2023 representando a la tercera sección electoral.